# Jean Marchais
Jean Marchais est un homme politique français né le 14 février 1746 à La Rochefoucauld (Charente) et décédé le 18 mai 1814 au même lieu.
Avocat, assesseur de la justice ducale de la Rochefoucauld, il est député du tiers état aux États généraux de 1789 pour la bailliage d'Angoulême. Il devient haut-juré de la Charente en l'an V.

## Sources
- « Jean Marchais », dans Adolphe Robert et Gaston Cougny, Dictionnaire des parlementaires français, Edgar Bourloton, 1889-1891 [détail de l’édition]